# Дрізд антильський
Дрізд антильський (Turdus lherminieri) — вид горобцеподібних птахів родини дроздових (Turdidae). Ендемік Малих Антильських островів.

## Опис
Довжина птаха становить 25-27 см, вага 100-110 г. Верхня частина тіла темно-коричнева, нижня бура, поцяткована великими білими плямами. Навколо очей великі кільця голої шкіри. Дзьоб, лапи і шкіра навколо очей жовті.

## Таксономія
Антильський дрізд був описаний Фредеріком де Лафресне в 1844 році. Його довгий час виділяли в монотиповий рід Антильський дрізд (Cichlherminia), однак в 2009 році він був переведений до роду Дрізд (Turdus).

### Підвиди
Виділяють чотири підвиди:
- T. l. dominicensis (Lawrence, 1880) — Домініка;
- T. l. dorotheae (Wolters, 1980) — Монтсеррат;
- T. l. lherminieri Lafresnaye, 1844 — Гваделупа;
- T. l. sanctaeluciae (Sclater, PL, 1880) — Сент-Люсія.

## Поширення і екологія
Антильські дрозди мешкають на островах Домініка, Монтсеррат, Гваделупа і Сент-Люсія. Вони живуть в підліску і на галявинах вологих гірських тропічних лісах на висоті до 1400 м над рівнем моря.

## Поведінка
Антильські дрозди харчуються комахами і ягодами. Гніздування відбувається з березня по серпень. Гніздо робиться з хмизу, моху і сухого листя, розміщується на деревах, на висоті 3-10 м над землею. Вони часто використовуються повторно. В кладці 2-3 яйця синьо-зеленого кольору. Інкубаційний період триває 2 тижні. За сезон може вилупитися два виводки пташенят. Пташенята залишаються в гнізді 16-17 днів.

## Збереження
МСОП вважає стан збереження цього виду близьким до загрозливого. Популяція значно скоротилася після вивержень вулкану на Монтсерраті в 1998–1999 і в 2001 році. Вид є об'єктом гніздового паразитизму з боку синіх вашерів (Molothrus bonariensis). Загрозою також є конкуренція з боку голоокого дрозда (Turdus nudigenis), хижацтво мангустів і інших інвазивних хижаків. На Гваделупі антильський дрізд є об'єктом полювання.